# Sievert AB

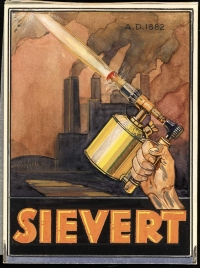
Blåslampa från Sieverts lödlampfabrik, f. d. Nybergs lödlampfabrik

Sievert AB är ett svenskt företag som tillverkar gasbrännare, gas, varmluftsmaskiner och tillbehör till lödning och värmeapplikationer.

## Historia

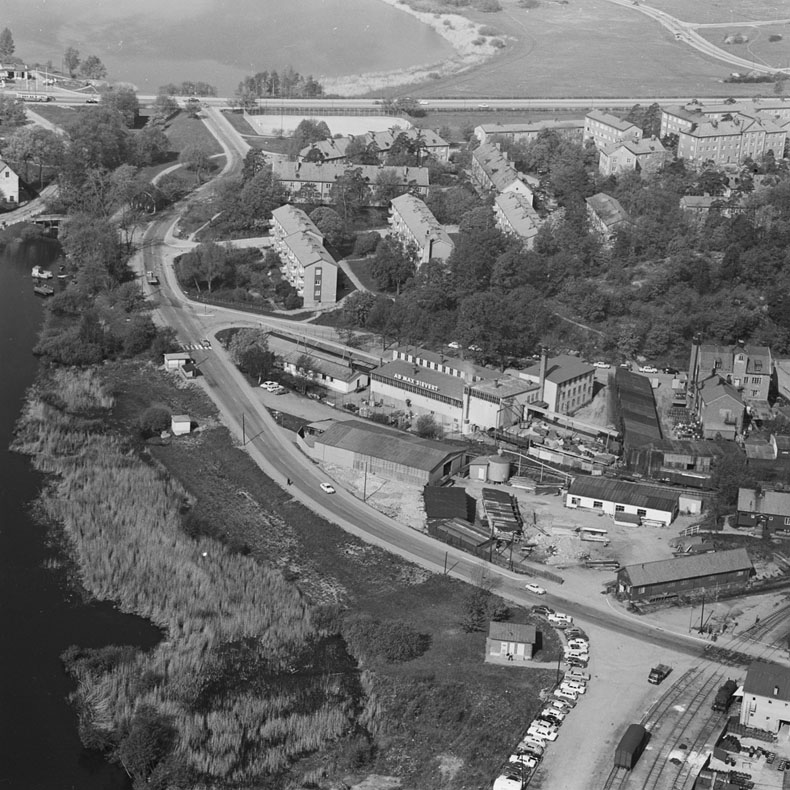
AB Max Sieverts lokaler i Ulvsunda, Stockholm år 1966.

Företaget grundades 1882 av Carl Richard Nyberg som var en specialist inom lödning och uppfann blåslampan vilket blev starten för företaget. Blåslamporna såldes med hjälp av Max Sievert över hela världen, år 1886 började blåslampan säljas under namnet Sievert. Företaget lanserar 1952 propangasbrännare. Företaget köps upp av Esso år 1965 som även köper upp Primus och bildar Primus-Sievert AB och de båda företagen riktar in sig mot olika områden, Primus mot konsumentmarknaden och Sievert mot industrin. År 2003 lanserar företaget deras första varmluftsvets. År 2003 köps företaget upp av tyska Rothenberger Group. År 2013 börjar företaget tillverka egen gas.

## Företaget
Företaget har sitt huvudkontor i Solna.

## Tillverkning och distribution
Företaget hade åtminstone under 1980-talet sin tillverkning av blåslampor i Sundbyberg. Idag sker tillverkning och försäljning över hela världen.

### Estland
- Handyjet
- Easyjet
- Powerjet
- Turbojet
- Pro 86
- Pro 88
- Pro 95
- PSI

### Italien
- Regulatorer

### Taiwan
- Butajet

### Tyskland
- Regulatorer
- Hetluftssvets

### USA
- Regulatorer
- Slang

### Okänt ursprung
- Ultragas
- Powergas
- Propangas
- Butangas
- Rollers